# Paris-Roubaix 2011
La 109e édition de la course cycliste Paris-Roubaix, a lieu le dimanche 10 avril 2011 entre Compiègne et le vélodrome André-Pétrieux de Roubaix. Il s'agit de la neuvième épreuve de l'UCI World Tour 2011.
Le coureur belge de Garmin-Cervélo Johan Vansummeren remporte la victoire à la suite d'une attaque en solitaire placé à 15 kilomètres de l'arrivée,  alors qu'il est accompagné par trois autres coureurs. Il s'impose avec 19 secondes d'avance sur le vélodrome de Roubaix. La deuxième place revient au tenant du titre, le Suisse Fabian Cancellara (Team Leopard-Trek) qui a rejoint les coureurs restants de l'échappée — Maarten Tjallingii, Lars Ytting Bak et Grégory Rast — puis a remporté le sprint à Roubaix. Tjallingii complète le podium en troisième position.

## Présentation

### Parcours
Les coureurs retrouvent deux anciens secteurs : Aulnoy-lez-Valenciennes à Famars (2 600 m, 5 étoiles) et Famars à Quérénaing (1 200 m) qui se substituent à celui de Verchain-Maugré à Quérénaing (1 600 m).
Un secteur pavé inédit fait quant à lui son apparition : la liaison pavée Millonfosse à Bousignies (1 400 m), qui n'avait jamais été utilisée, associée au secteur de Brillon à Tilloy-lez-Marchiennes (1 100 m) remplacent ceux de Hornaing à Wandignies-Hamage (3 700 m) et Warlaing à Brillon (2 400 m). Le secteur de Millonfosse à Bousignies se situe 4 km après la sortie de la Trouée d'Arenberg réduisant ainsi le temps de récupération des coureurs.
Cette édition comporte 27 secteurs pavés pour une longueur totale de 51,5 kilomètres.
| Secteur | Kilomètre | Localisation                              | Longueur | Difficulté |
| ------- | --------- | ----------------------------------------- | -------- | ---------- |
| 27      | 98        | Troisvilles > Inchy                       | 2 200 m  | 03         |
| 26      | 104,5     | Viesly > Quiévy                           | 1 800 m  | 03         |
| 25      | 107       | Quiévy > Saint-Python                     | 3 700 m  | 04         |
| 24      | 115,5     | Saint-Python                              | 1 500 m  | 02         |
| 23      | 119,5     | Vertain > Saint-Martin-sur-Écaillon       | 2 300 m  | 03         |
| 22      | 126,5     | Capelle-sur-Écaillon > Ruesnes            | 1 700 m  | 03         |
| 21      | 142,5     | Aulnoy-lez-Valenciennes > Famars          | 2 600 m  | 05         |
| 20      | 146       | Famars > Quérénaing                       | 1 200 m  | 02         |
| 19      | 149       | Quérénaing > Maing                        | 2 500 m  | 03         |
| 18      | 152       | Maing > Monchaux-sur-Écaillon             | 1 600 m  | 03         |
| 17      | 164       | Haveluy > Wallers                         | 2 500 m  | 04         |
| 16      | 172       | Trouée d'Arenberg                         | 2 400 m  | 05         |
| 15      | 178,5     | Millonfosse > Bousignies                  | 1 400 m  | 03         |
| 14-2    | 183,5     | Brillon > Tilloy-lez-Marchiennes          | 1 100 m  | 02         |
| 14-1    | 186       | Tilloy-lez-Marchiennes > Sars-et-Rosières | 2 400 m  | 03         |
| 13      | 192,5     | Beuvry-la-Forêt > Orchies                 | 1 400 m  | 03         |
| 12      | 197,5     | Orchies                                   | 1 700 m  | 03         |
| 11      | 203,5     | Auchy-lez-Orchies > Bersée                | 2 600 m  | 03         |
| 10      | 209       | Mons-en-Pévèle                            | 3 000 m  | 05         |
| 9       | 215       | Mérignies > Avelin                        | 700 m    | 02         |
| 8       | 218,5     | Pont-Thibaut > Ennevelin                  | 1 400 m  | 03         |
| 7-2     | 224       | Templeuve (L'Épinette)                    | 200 m    | 01         |
| 7-1     | 224,5     | Templeuve (Moulin-de-Vertain)             | 500 m    | 02         |
| 6-2     | 231       | Cysoing > Bourghelles                     | 1 300 m  | 04         |
| 6-1     | 233,5     | Bourghelles > Wannehain                   | 1 100 m  | 03         |
| 5       | 238       | Camphin-en-Pévèle                         | 1 800 m  | 04         |
| 4       | 241       | Carrefour de l'Arbre                      | 2 100 m  | 05         |
| 3       | 243       | Gruson                                    | 1 100 m  | 02         |
| 2       | 250       | Willems > Hem                             | 1 400 m  | 01         |
| 1       | 256,5     | Roubaix                                   | 300 m    | 01         |
| Total   | Total     | Total                                     | 51 500 m | 51 500 m   |

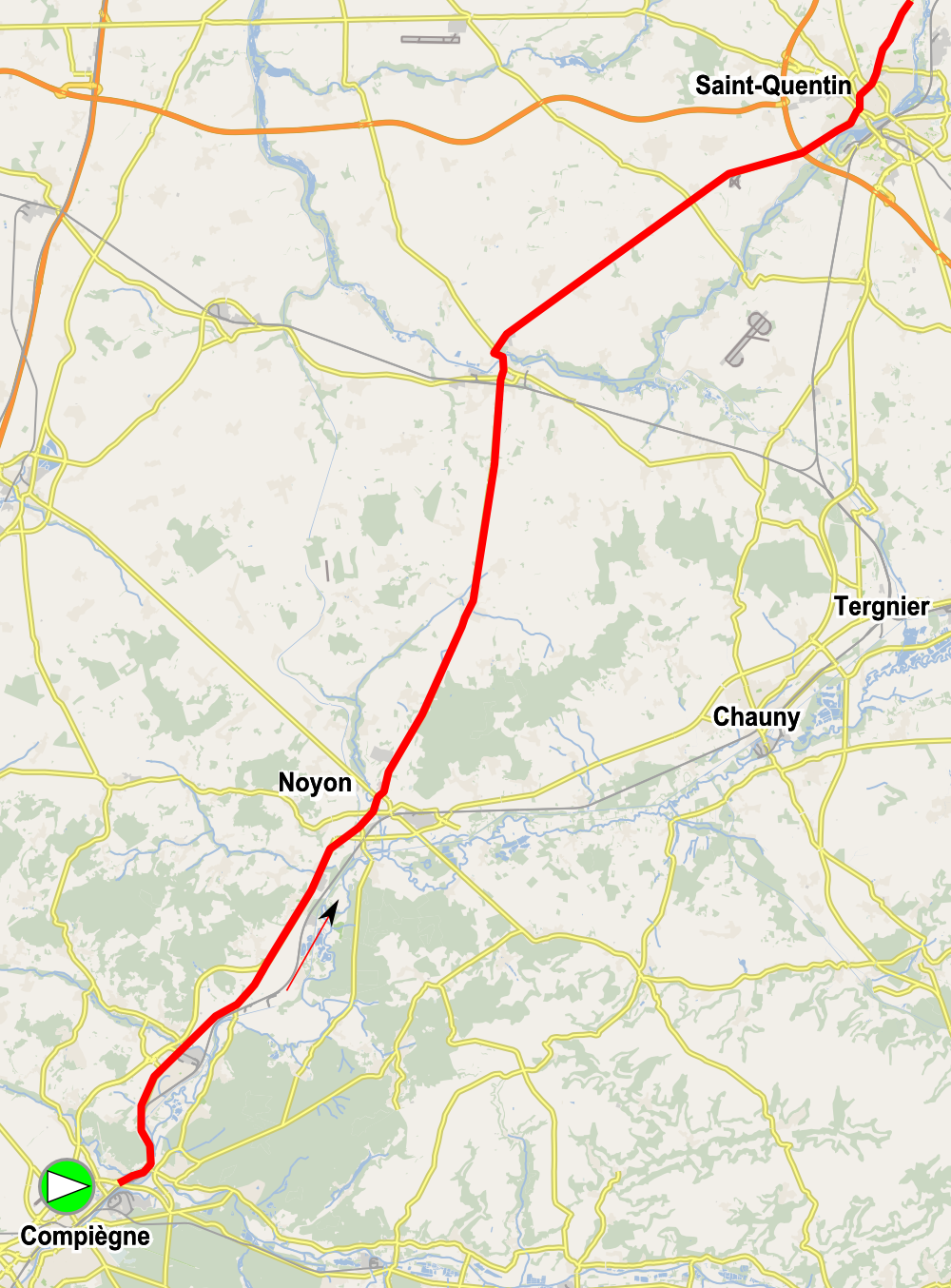
Première partie du parcours, secteurs pavés en vert.
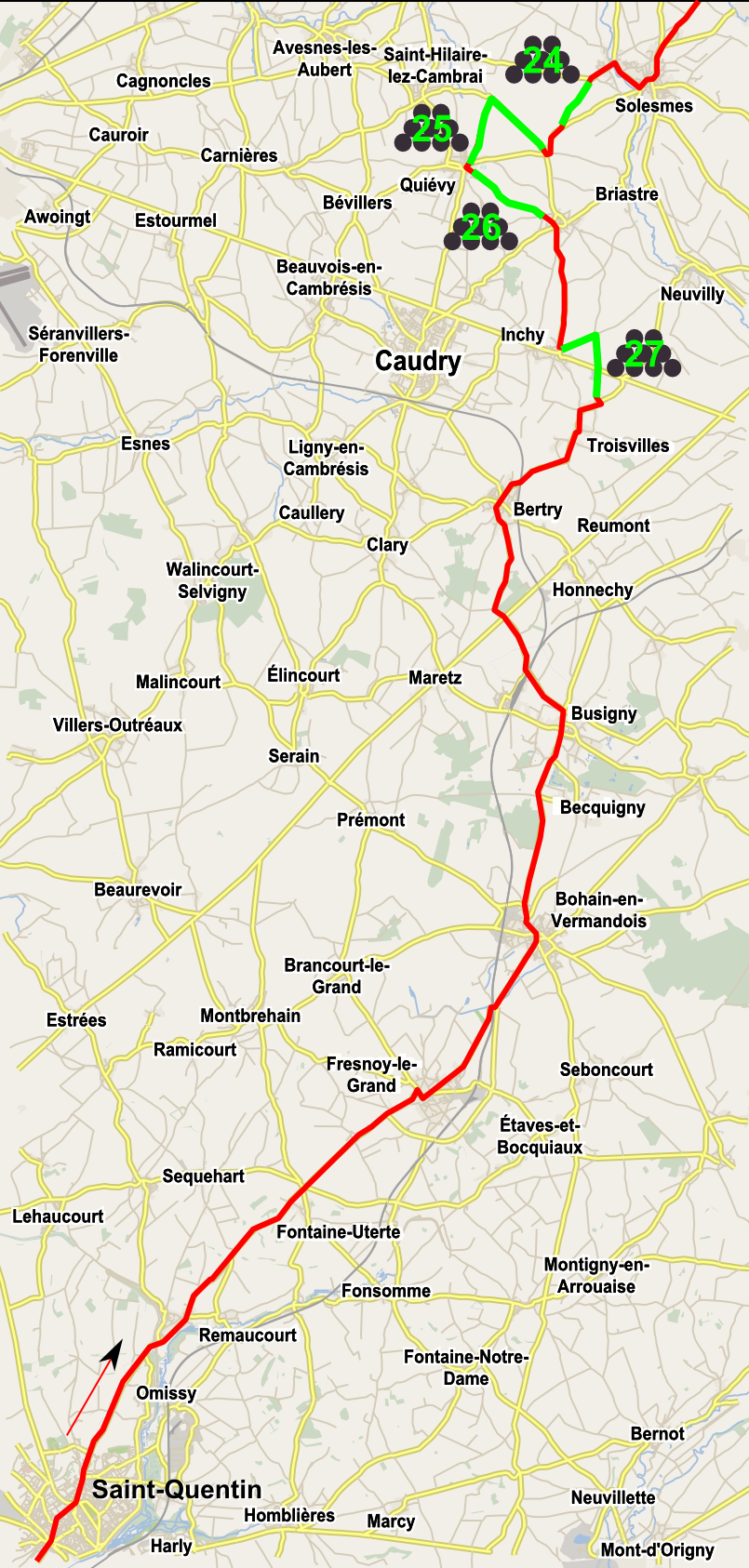
Parcours entre Saint-Quentin et Solesmes.
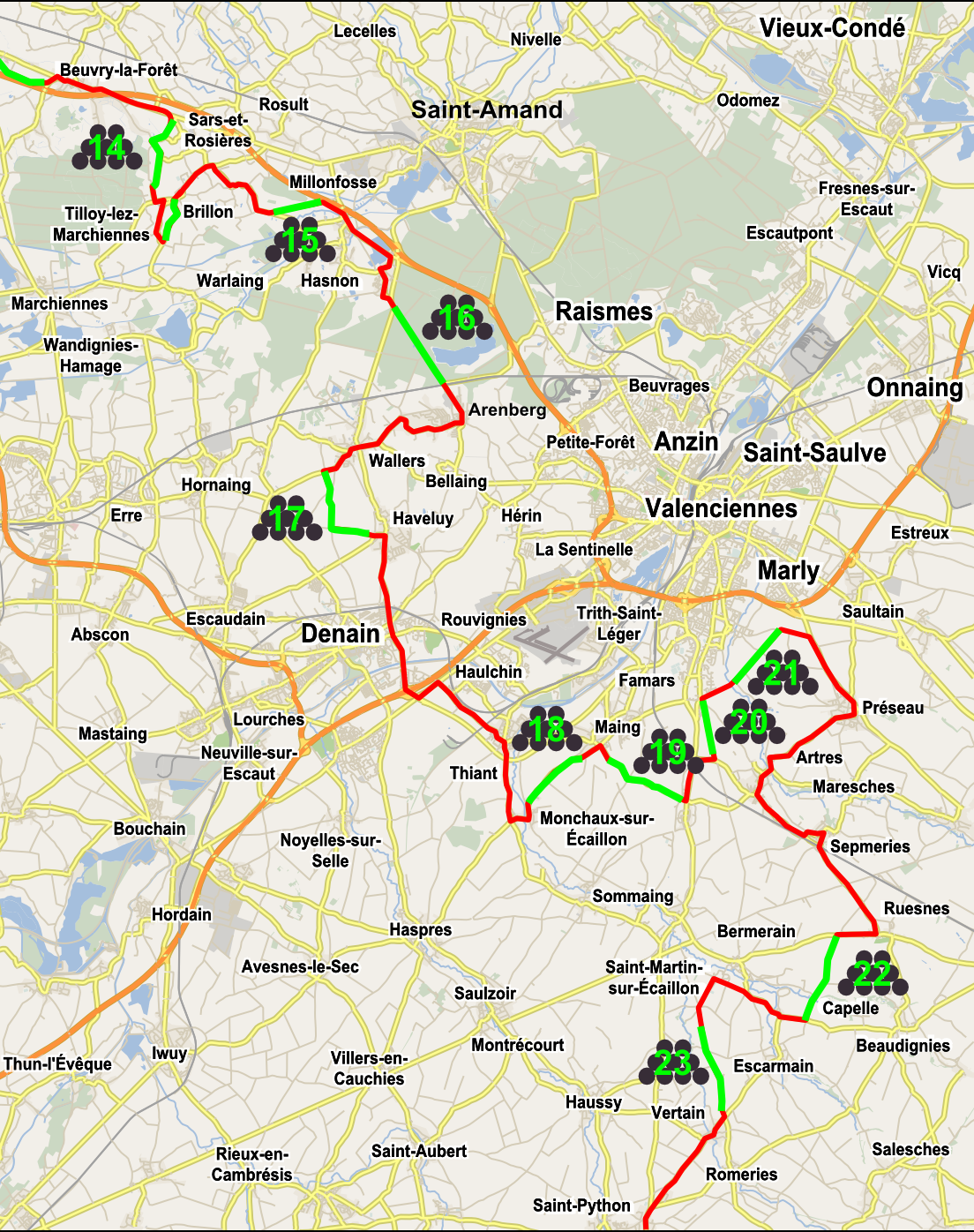
Parcours entre Solesmes et Orchies.
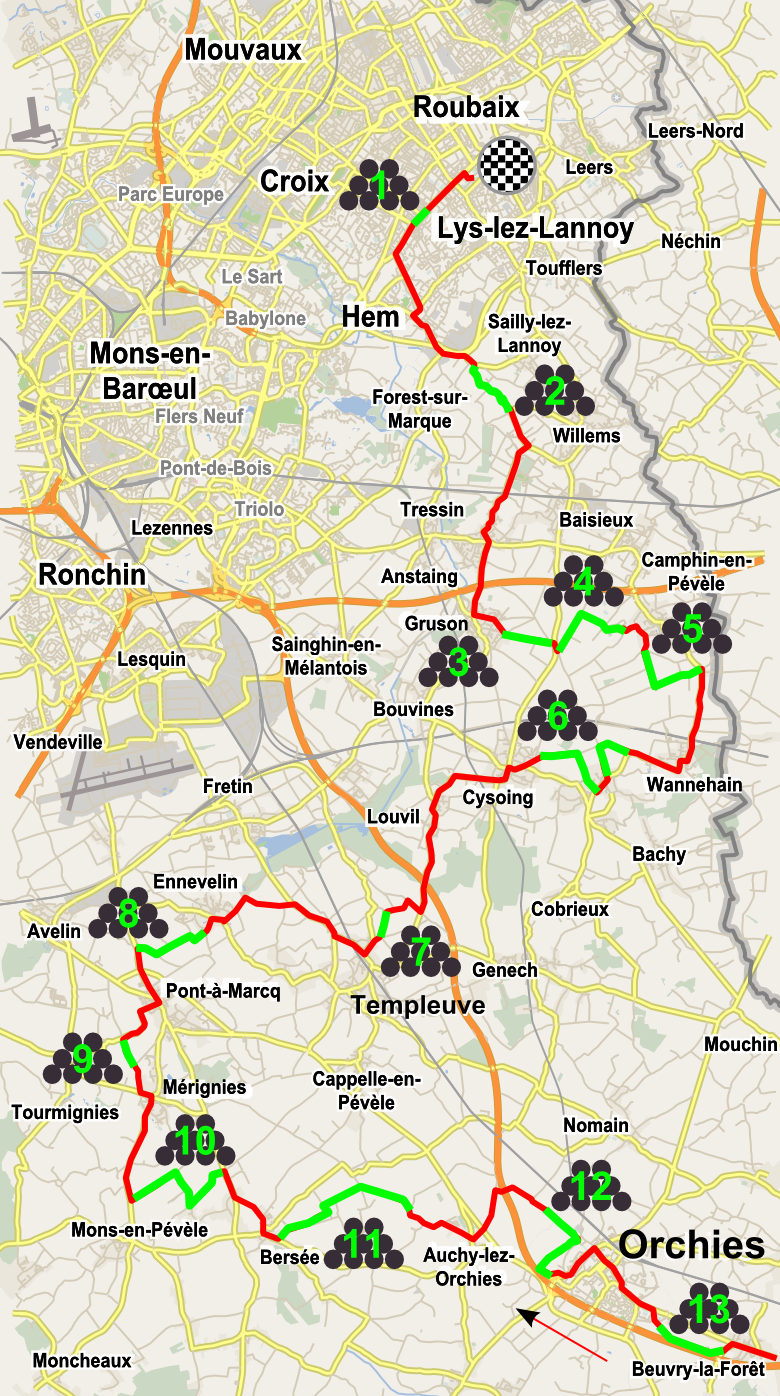
Final de la course

### Participants

#### Équipes
25 équipes participent à ce Paris-Roubaix. Elle comprend les 18 équipes ProTeams  et 7 équipes continentales professionnelles bénéficiant d'une wildcard : Cofidis, Europcar, FDJ, Bretagne-Schuller, Saur-Sojasun, Skil-Shimano et le Team NetApp.
| ProTeams (18)- Ag2r La Mondiale - Astana - BMC Racing Team - Euskaltel-Euskadi - Garmin-Cervélo - HTC-Highroad - Katusha - Lampre-ISD - Leopard-Trek - Liquigas-Cannondale - Movistar Team - Omega Pharma-Lotto - Quick Step Cycling Team - Rabobank - Team RadioShack - Saxo Bank-Sungard - Sky ProCycling - Vacansoleil-DCM Équipes continentales professionnelles (6)- Saur-Sojasun - FDJ - Skil-Shimano - Cofidis, le Crédit en Ligne - Team Europcar - NetApp |
| |

#### Favoris
Fabian Cancellara (Team Leopard-Trek), vainqueur sortant de l'édition 2010, gagnant également en 2006 et troisième du Tour des Flandres le week-end précédent est le principal favori. Les autres prétendants sont Tom Boonen et Sylvain Chavanel pour la Quick Step, le champion du monde Thor Hushovd (Garmin-Cervélo), les deux coureurs de l'équipe BMC Racing que sont Alessandro Ballan et George Hincapie malgré de récentes chutes pour ce dernier, Juan Antonio Flecha et Geraint Thomas pour le Team Sky. Björn Leukemans (Vacansoleil) et Filippo Pozzato (Team Katusha) font aussi partie de la liste des favoris.
Parmi les outsiders, on compte Stuart O'Grady (Team Leopard-Trek) et Frédéric Guesdon (FDJ) tous deux anciens vainqueurs, Stijn Devolder (Vacansoleil), Heinrich Haussler et Roger Hammond (Garmin-Cervélo), Sebastian Langeveld (Rabobank), Manuel Quinziato (BMC Racing) et Leif Hoste (Team Katusha).
Parmi les absents de marque, on peut répertorier Martijn Maaskant (Garmin-Cervélo) victime d'une chute lors du Paris-Nice, Yoann Offredo (FDJ) qui a heurté un photographe à l'arrivée du dernier Gand-Wevelgem, Nick Nuyens (Saxo Bank-SunGard) vainqueur du Tour des Flandres la semaine précédente, Edvald Boasson Hagen (Team Sky) qui s'est fracturé trois côtes, ainsi que le vice-champion du monde Matti Breschel (Rabobank) blessé depuis quelques mois.

## Récit de la course
Bradley Wiggins (Team Sky), Marco Bandiera (Quick Step) et Mirko Selvaggi (Vacansoleil-DCM) s'échappent, mais ne prennent pas beaucoup de terrain au peloton, qui reprend Aleksejs Saramotins (Cofidis), un temps intercalé. Malgré le renfort d'Anthony Ravard (AG2R La Mondiale), Bert De Backer (Skil-Shimano) et Luis Pasamontes (Movistar), l'écart ne grimpe pas, n'étant que de 15 secondes au km 33 et d'un maximum de 45 secondes. Le groupe est repris au km 69. Au km 82, Martin Elmiger (AG2R La Mondiale) attaque, rejoint en plusieurs fois par Jimmy Engoulvent (Saur-Sojasun), Mitchell Docker (Skil-Shimano), Nélson Oliveira (Team RadioShack), Timon Seubert (Team NetApp), David Boucher (Omega Pharma-Lotto), Maarten Tjallingii (Rabobank) et David Veilleux (Europcar). Tandis qu'Oliveira est lâché à la suite d'une crevaison, André Greipel (Omega Pharma-Lotto), Koen de Kort (Skil-Shimano) et Gorazd Štangelj (Astana) sortent du peloton et reviennent sur la tête de course au km 134, avec le concours de Boucher, décroché du groupe de tête sur crevaison. À 100 km de l'arrivée, les échappés possèdent 1 minute et 5 secondes d'avance Sébastien Turgot (Europcar), Jarosław Marycz (Saxo Bank-SunGard), Luca Paolini (Team Katusha), Sep Vanmarcke (Garmin-Cervélo) et Oliveira, tandis que le peloton pointe à 2 minutes 40 secondes. Les intercalés sont repris 10 kilomètres plus loin.
Dans la Trouée d'Arenberg, Tom Boonen (Quick Step) est victime d'un incident mécanique, et se retrouve obligé d'attendre la voiture de son directeur sportif. Il repart accompagné par ses équipiers Gert Steegmans et Kevin Van Impe, avec plus d'une minute de retard sur le peloton, en file indienne et mené par Lars Boom (Rabobank). À la sortie du célèbre secteur pavé, Lloyd Mondory (AG2R La Mondiale) et Björn Leukemans (Vacansoleil-DCM) chutent, et Sylvain Chavanel (Quick Step) est victime d'une crevaison. Le peloton est alors morcelé, tandis que Frédéric Guesdon (FDJ) attaque, suivi par Mathew Hayman (Team Sky), Jürgen Roelandts (Omega Pharma-Lotto), Johan Vansummeren (Garmin-Cervélo), Lars Ytting Bak (Team HTC-Highroad), Baden Cooke (Saxo Bank-SunGard), Manuel Quinziato (BMC Racing) et Lars Boom. Les Quick Step perdent toute chance de remporter la course, avec la chute de Tom Boonen sur le secteur pavé de Brillon à Tilloy-lez-Marchiennes et son abandon quelques minutes plus tard, puis la chute de Sylvain Chavanel, alors qu'il avait recollé au peloton. À 65 km de l'arrivée, le groupe de poursuivants, dont Boom ne fait plus partie du fait d'une crevaison, revient sur l'échappée, ce que feront ensuite John Degenkolb (Team HTC-Highroad), Grégory Rast (Team RadioShack), Gabriel Rasch (Garmin-Cervélo) et Tom Leezer (Rabobank), puis Damien Gaudin (Europcar). Après être descendu, l'écart entre les hommes de tête et le groupe Cancellara-Hushovd remonte à 1 minute et 30 secondes, au moment d'aborder le secteur pavé de Mons-en-Pévèle.
Dans ce secteur pavé, Thor Hushovd (Garmin-Cervélo) attaque, contré par Fabian Cancellara (Team Leopard-Trek). Ce dernier est suivi par Hushovd et Juan Antonio Flecha (Team Sky), puis Alessandro Ballan (BMC Racing). Le quatuor reprend Sep Vanmarcke. Puis, au niveau du secteur pavé de Pont-Thibaut à Ennevelin, Cancellara attaque, suivi dans un premier temps seulement par Hushovd, avant que Ballan ne fasse de même. Le trio revient à 25 secondes des hommes de tête, qui ne sont plus que 14, mais Cancellara, las de ne pas être relayé, stoppe son effort, provoquant ainsi le retour d'une quinzaine de coureurs. Les Garmin-Cervélo assument alors la poursuite, mais l'écart reste d'environ 45 secondes.
À 23 km du but, Bak attaque, suivi par Vansummeren, Rast et Tjallingii. Dans le Carrefour de l'Arbre, Vansummeren part seul, tandis que Cancellara et Hushovd accélèrent, mais sont coupés dans leur élan par une moto mal placée. L'homme de tête résiste à ses poursuivants et au groupe Cancellara-Hushovd, incapable de s'organiser. À moins de 4 km de la ligne, Fabian Cancellara s'extirpe du groupe et revient sur le trio de poursuivant. Ce qui n'empêche pas Johan Vansummeren de remporter Paris-Roubaix, « le plus beau jour de [sa] vie, un jour de rêve » sur « la course qui est la meilleure pour [lui] »,. Fabian Cancellara et Maarten Tjallingii complètent le podium, à 19 secondes.

## Classement final

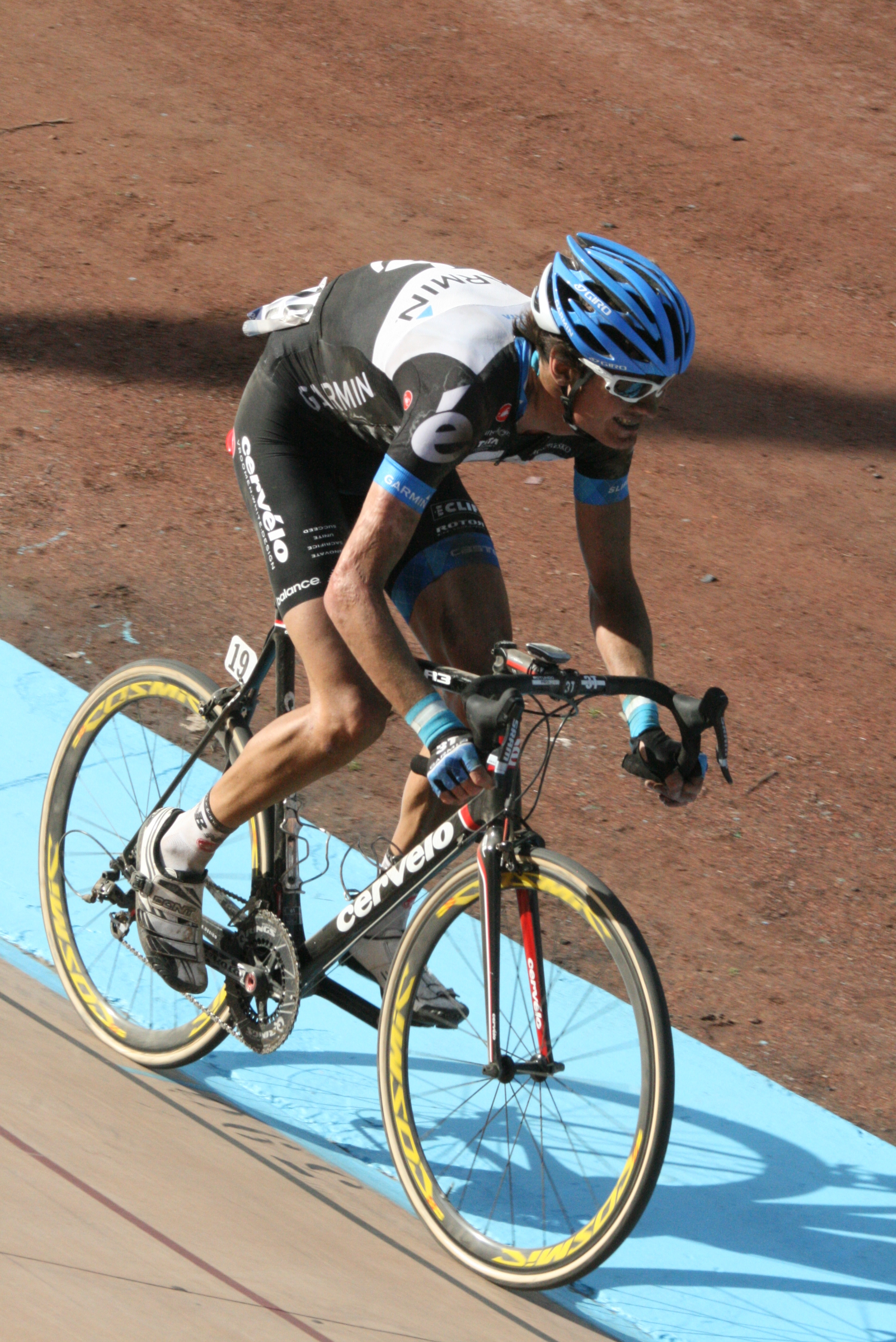
Johan Vansummeren à l'arrivée au Vélodrome André-Pétrieux

| \| Classement général \| Classement général \| Classement général \| Classement général \| Classement général \| \| Coureur \| Coureur \| Pays \| Équipe \| Temps \| \| ------------------ \| ------------------- \| ------------------ \| ------------------ \| ------------------ \| \| 1er \| Johan Vansummeren \| Belgique \| Garmin-Cervélo \| 6 h 07 min 28 s \| \| 2e \| Fabian Cancellara \| Suisse \| Leopard-Trek \| + 19 s \| \| 3e \| Maarten Tjallingii \| Pays-Bas \| Rabobank \| + 19 s \| \| 4e \| Grégory Rast \| Suisse \| Team RadioShack \| + 19 s \| \| 5e \| Lars Bak \| Danemark \| HTC-Highroad \| + 21 s \| \| 6e \| Alessandro Ballan \| Italie \| BMC Racing Team \| + 36 s \| \| 7e \| Bernhard Eisel \| Autriche \| HTC-Highroad \| + 47 s \| \| 8e \| Thor Hushovd \| Norvège \| Garmin-Cervélo \| + 47 s \| \| 9e \| Juan Antonio Flecha \| Espagne \| Team Sky \| + 47 s \| \| 10e \| Mathew Hayman \| Australie \| Team Sky \| + 47 s \| \| 11e \| Frédéric Guesdon \| France \| FDJ \| + 47 s \| \| 12e \| Lars Boom \| Pays-Bas \| Rabobank \| + 47 s \| \| 13e \| Björn Leukemans \| Belgique \| Vacansoleil-DCM \| + 47 s \| \| 14e \| Jürgen Roelandts \| Belgique \| Omega Pharma-Lotto \| + 47 s \| \| 15e \| Mitchell Docker \| Australie \| Skil-Shimano \| + 47 s \| \| 16e \| Damien Gaudin \| France \| Team Europcar \| + 47 s \| \| 17e \| Martin Elmiger \| Suisse \| AG2R La Mondiale \| + 47 s \| \| 18e \| Tomas Vaitkus \| Lituanie \| Astana \| + 47 s \| \| 19e \| John Degenkolb \| Allemagne \| HTC-Highroad \| + 2 min 10 s \| \| 20e \| Sep Vanmarcke \| Belgique \| Garmin-Cervélo \| + 2 min 10 s \| |                     |           |                    |                 |
| |                     |           |                    |                 |
| Source : ProCyclingStats |                     |           |                    |                 |
| Classement général |                     |           |                    |                 |
| Coureur | Coureur             | Pays      | Équipe             | Temps           |
| 1er | Johan Vansummeren   | Belgique  | Garmin-Cervélo     | 6 h 07 min 28 s |
| 2e | Fabian Cancellara   | Suisse    | Leopard-Trek       | + 19 s          |
| 3e | Maarten Tjallingii  | Pays-Bas  | Rabobank           | + 19 s          |
| 4e | Grégory Rast        | Suisse    | Team RadioShack    | + 19 s          |
| 5e | Lars Bak            | Danemark  | HTC-Highroad       | + 21 s          |
| 6e | Alessandro Ballan   | Italie    | BMC Racing Team    | + 36 s          |
| 7e | Bernhard Eisel      | Autriche  | HTC-Highroad       | + 47 s          |
| 8e | Thor Hushovd        | Norvège   | Garmin-Cervélo     | + 47 s          |
| 9e | Juan Antonio Flecha | Espagne   | Team Sky           | + 47 s          |
| 10e | Mathew Hayman       | Australie | Team Sky           | + 47 s          |
| 11e | Frédéric Guesdon    | France    | FDJ                | + 47 s          |
| 12e | Lars Boom           | Pays-Bas  | Rabobank           | + 47 s          |
| 13e | Björn Leukemans     | Belgique  | Vacansoleil-DCM    | + 47 s          |
| 14e | Jürgen Roelandts    | Belgique  | Omega Pharma-Lotto | + 47 s          |
| 15e | Mitchell Docker     | Australie | Skil-Shimano       | + 47 s          |
| 16e | Damien Gaudin       | France    | Team Europcar      | + 47 s          |
| 17e | Martin Elmiger      | Suisse    | AG2R La Mondiale   | + 47 s          |
| 18e | Tomas Vaitkus       | Lituanie  | Astana             | + 47 s          |
| 19e | John Degenkolb      | Allemagne | HTC-Highroad       | + 2 min 10 s    |
| 20e | Sep Vanmarcke       | Belgique  | Garmin-Cervélo     | + 2 min 10 s    |

### Classement UCI
La course attribue des points au Calendrier mondial UCI 2010 selon le barème suivant :
| Position           | 1er | 2e | 3e | 4e | 5e | 6e | 7e | 8e | 9e | 10e |
| Classement général | 100 | 80 | 70 | 60 | 50 | 40 | 30 | 20 | 10 | 4   |

Après cette huitième épreuve le classement est le suivant :

## Liste des participants
| Team Leopard-Trek  | Team Leopard-Trek        | Team Leopard-Trek  | Vacansoleil-DCM     | Vacansoleil-DCM            | Vacansoleil-DCM     | Team RadioShack   | Team RadioShack         | Team RadioShack   |
| ------------------ | ------------------------ | ------------------ | ------------------- | -------------------------- | ------------------- | ----------------- | ----------------------- | ----------------- |
| 1                  | Fabian Cancellara        | 2e                 | 91                  | Björn Leukemans            | 13e                 | 181               | Robbie McEwen           | 48e               |
| 2                  | Dominic Klemme           | AB                 | 92                  | Thomas De Gendt            | AB                  | 182               | Fumiyuki Beppu          | 71e               |
| 3                  | Martin Mortensen         | 94e                | 93                  | Stijn Devolder             | 105e                | 183               | Benjamin King           | 76e               |
| 4                  | Giacomo Nizzolo          | AB                 | 94                  | Gorik Gardeyn              | AB                  | 184               | Nélson Oliveira         | AB                |
| 5                  | Stuart O'Grady           | HD                 | 95                  | Wouter Mol                 | AB                  | 185               | Grégory Rast            | 4e                |
| 6                  | Joost Posthuma           | AB                 | 97                  | Mirko Selvaggi             | AB                  | 186               | Sébastien Rosseler      | 41e               |
| 7                  | Tom Stamsnijder          | AB                 | 98                  | Frederik Veuchelen         | AB                  | 187               | Bjorn Selander          | 72e               |
| 8                  | Wouter Weylandt          | AB                 | 99                  | Borut Božič                | AB                  | 188               | Jesse Sergent           | AB                |
| Garmin-Cervélo     | Garmin-Cervélo           | Garmin-Cervélo     | Saur-Sojasun        | Saur-Sojasun               | Saur-Sojasun        | Europcar          | Europcar                | Europcar          |
| 11                 | Thor Hushovd             | 8e                 | 101                 | Arnaud Coyot               | AB                  | 191               | Alexandre Pichot        | 59e               |
| 12                 | Tyler Farrar             | 28e                | 102                 | Jimmy Casper               | 69e                 | 192               | Sébastien Chavanel      | 39e               |
| 13                 | Roger Hammond            | AB                 | 103                 | Jimmy Engoulvent           | 65e                 | 193               | Mathieu Claude          | 62e               |
| 14                 | Heinrich Haussler        | AB                 | 104                 | Cyril Lemoine              | 79e                 | 194               | Damien Gaudin           | 16e               |
| 15                 | Andreas Klier            | 49e                | 105                 | Rony Martias               | AB                  | 195               | Yohann Gène             | 85e               |
| 17                 | Gabriel Rasch            | 23e                | 106                 | Romain Mathéou             | AB                  | 196               | Saïd Haddou             | 61e               |
| 18                 | Sep Vanmarcke            | 20e                | 107                 | Jean-Lou Paiani            | 56e                 | 197               | Sébastien Turgot        | 34e               |
| 19                 | Johan Vansummeren        | 1er                | 108                 | Stéphane Poulhiès          | AB                  | 198               | David Veilleux          | 25e               |
| Team Sky           | Team Sky                 | Team Sky           | Rabobank            | Rabobank                   | Rabobank            | Team Movistar     | Team Movistar           | Team Movistar     |
| 21                 | Juan Antonio Flecha      | 9e                 | 111                 | Lars Boom                  | 12e                 | 201               | Andrey Amador           | AB                |
| 22                 | Kurt Asle Arvesen        | AB                 | 112                 | Theo Bos                   | AB                  | 202               | Imanol Erviti           | 45e               |
| 23                 | Michael Barry            | 102e               | 113                 | Rick Flens                 | AB                  | 203               | Iván Gutiérrez          | AB                |
| 24                 | Mathew Hayman            | 10e                | 114                 | Sebastian Langeveld        | 26e                 | 204               | Ignatas Konovalovas     | AB                |
| 25                 | Jeremy Hunt              | AB                 | 115                 | Tom Leezer                 | 46e                 | 205               | Carlos Oyarzún          | AB                |
| 26                 | Ian Stannard             | 36e                | 116                 | Maarten Tjallingii         | 3e                  | 206               | Luis Pasamontes         | AB                |
| 27                 | Geraint Thomas           | HD                 | 117                 | Dennis van Winden          | 88e                 | 207               | Francisco Pérez Sánchez | AB                |
| 28                 | Bradley Wiggins          | 90e                | 118                 | Maarten Wynants            | AB                  | 208               | José Joaquín Rojas      | AB                |
| Team HTC-Highroad  | Team HTC-Highroad        | Team HTC-Highroad  | FDJ                 | FDJ                        | FDJ                 | Astana            | Astana                  | Astana            |
| 31                 | Matthew Goss             | AB                 | 121                 | Frédéric Guesdon           | 11e                 | 211               | Allan Davis             | AB                |
| 32                 | Lars Ytting Bak          | 5e                 | 122                 | Olivier Bonnaire           | AB                  | 212               | Simon Clarke            | AB                |
| 33                 | Matthew Brammeier        | HD                 | 123                 | William Bonnet             | 68e                 | 213               | Maxim Gourov            | 47e               |
| 34                 | Mark Cavendish           | AB                 | 124                 | Steve Chainel              | 33e                 | 214               | Valentin Iglinskiy      | AB                |
| 35                 | John Degenkolb           | 19e                | 125                 | Mickaël Delage             | 75e                 | 216               | Mirco Lorenzetto        | 82e               |
| 36                 | Bernhard Eisel           | 7e                 | 126                 | Yauheni Hutarovich         | AB                  | 217               | Gorazd Štangelj         | 44e               |
| 37                 | Alex Rasmussen           | 50e                | 127                 | Matthieu Ladagnous         | AB                  | 218               | Tomas Vaitkus           | 18e               |
| 38                 | Gatis Smukulis           | HD                 | 128                 | Dominique Rollin           | 95e                 |                   |                         |                   |
| Quick Step         | Quick Step               | Quick Step         | Skil-Shimano        | Skil-Shimano               | Skil-Shimano        | Euskaltel-Euskadi | Euskaltel-Euskadi       | Euskaltel-Euskadi |
| 41                 | Tom Boonen               | AB                 | 131                 | Tom Veelers                | 27e                 | 221               | Javier Aramendia        | AB                |
| 42                 | Marco Bandiera           | 97e                | 132                 | Roy Curvers                | 83e                 | 222               | Jonathan Castroviejo    | AB                |
| 43                 | Sylvain Chavanel         | 38e                | 133                 | Bert De Backer             | 51e                 | 223               | Pierre Cazaux           | AB                |
| 44                 | Gerald Ciolek            | 87e                | 134                 | Koen de Kort               | 66e                 | 224               | Gorka Izagirre          | AB                |
| 45                 | Andreas Stauff           | AB                 | 135                 | Mitchell Docker            | 15e                 | 225               | Ion Izagirre            | AB                |
| 46                 | Gert Steegmans           | AB                 | 136                 | Marcel Kittel              | HD                  | 226               | Miguel Mínguez          | HD                |
| 47                 | Kevin Van Impe           | 89e                | 137                 | Roger Kluge                | AB                  | 227               | Alan Pérez              | 103e              |
| 48                 | Guillaume Van Keirsbulck | AB                 | 138                 | Martin Reimer              | HD                  | 228               | Daniel Sesma            | AB                |
| Omega Pharma-Lotto | Omega Pharma-Lotto       | Omega Pharma-Lotto | Liquigas-Cannondale | Liquigas-Cannondale        | Liquigas-Cannondale | Team NetApp       | Team NetApp             | Team NetApp       |
| 51                 | André Greipel            | 21e                | 161                 | Peter Sagan                | 86e                 | 231               | Michael Baer            | 107e              |
| 52                 | Jens Debusschere         | AB                 | 162                 | Davide Cimolai             | AB                  | 232               | Jan Bárta               | 73e               |
| 53                 | Adam Hansen              | 106e               | 163                 | Jacopo Guarnieri           | AB                  | 233               | Eric Baumann            | AB                |
| 55                 | Maarten Neyens           | 55e                | 164                 | Ted King                   | AB                  | 234               | Steven Cozza            | AB                |
| 56                 | Vicente Reynés           | AB                 | 165                 | Kristjan Koren             | 78e                 | 235               | Alexander Gottfried     | AB                |
| 57                 | Jürgen Roelandts         | 14e                | 166                 | Alan Marangoni             | 100e                | 236               | Robert Retschke         | 70e               |
| 58                 | Marcel Sieberg           | 57e                | 168                 | Daniel Oss                 | 77e                 | 237               | Andreas Schillinger     | 108e              |
| 60                 | David Boucher            | 52e                |                     |                            |                     | 228               | Timon Seubert           | 64e               |
| BMC Racing         | BMC Racing               | BMC Racing         | Cofidis             | Cofidis                    | Cofidis             | Bretagne-Schuller | Bretagne-Schuller       | Bretagne-Schuller |
| 61                 | Alessandro Ballan        | 6e                 | 151                 | Jens Keukeleire            | 30e                 | 241               | Johan Le Bon            | AB                |
| 62                 | Marcus Burghardt         | 32e                | 152                 | Leonardo Duque             | 54e                 | 242               | Stéphane Bonsergent     | 104e              |
| 63                 | George Hincapie          | 42e                | 153                 | Kevyn Ista                 | 29e                 | 243               | Jean-Luc Delpech        | 74e               |
| 64                 | Alexander Kristoff       | AB                 | 154                 | Arnaud Labbe               | AB                  | 244               | Renaud Dion             | AB                |
| 65                 | Manuel Quinziato         | 24e                | 155                 | Adrien Petit               | 91e                 | 245               | Sébastien Duret         | AB                |
| 66                 | Michael Schär            | 37e                | 156                 | Aleksejs Saramotins        | HD                  | 246               | Mathieu Halleguen       | 101e              |
| 68                 | Simon Zahner             | 96e                | 157                 | Nico Sijmens               | 67e                 | 247               | Gaël Malacarne          | 80e               |
| 70                 | John Murphy              | AB                 | 158                 | Romain Zingle              | 92e                 | 248               | Florian Vachon          | AB                |
| Team Katusha       | Team Katusha             | Team Katusha       | Lampre-ISD          | Lampre-ISD                 | Lampre-ISD          |                   |                         |                   |
| 71                 | Filippo Pozzato          | AB                 | 161                 | Vitaliy Buts               | AB                  |                   |                         |                   |
| 72                 | Vladimir Gusev           | AB                 | 162                 | Danilo Hondo               | 98e                 |                   |                         |                   |
| 73                 | Leif Hoste               | AB                 | 163                 | Vitaliy Kondrut            | HD                  |                   |                         |                   |
| 74                 | Mikhail Ignatyev         | AB                 | 164                 | Dmytro Krivtsov            | 99e                 |                   |                         |                   |
| 75                 | Serguei Ivanov           | AB                 | 165                 | Adriano Malori             | AB                  |                   |                         |                   |
| 76                 | Aliaksandr Kuschynski    | AB                 | 166                 | Daniele Righi              | 84e                 |                   |                         |                   |
| 77                 | Luca Paolini             | AB                 | 168                 | Bálint Szeghalmi           | AB                  |                   |                         |                   |
| 78                 | Nikolay Trusov           | AB                 |                     |                            |                     |                   |                         |                   |
| AG2R La Mondiale   | AG2R La Mondiale         | AG2R La Mondiale   | Saxo Bank-SunGard   | Saxo Bank-SunGard          | Saxo Bank-SunGard   |                   |                         |                   |
| 81                 | Sébastien Hinault        | 53e                | 171                 | Baden Cooke                | 22e                 |                   |                         |                   |
| 82                 | Martin Elmiger           | 17e                | 172                 | Jonas Aaen Jørgensen       | 63e                 |                   |                         |                   |
| 83                 | Kristof Goddaert         | 35e                | 173                 | Kasper Klostergaard Larsen | 58e                 |                   |                         |                   |
| 84                 | Steve Houanard           | AB                 | 174                 | Gustav Larsson             | 43e                 |                   |                         |                   |
| 85                 | Romain Lemarchand        | 81e                | 175                 | Jarosław Marycz            | 93e                 |                   |                         |                   |
| 86                 | Sébastien Minard         | 40e                | 177                 | Luke Roberts               | HD                  |                   |                         |                   |
| 87                 | Lloyd Mondory            | AB                 | 178                 | Matteo Tosatto             | 31e                 |                   |                         |                   |
| 88                 | Anthony Ravard           | AB                 | 180                 | David Tanner               | AB                  |                   |                         |                   |

- Légende

AB : Abandon ; HD : Hors Délai